# Hrčava
Hrčava település Csehországban, a Frýdek-místeki járásban. Hrčava Bukovec, Gmina Istebna és Cserne településekkel határos. Lakosainak száma 248 fő (2024. január 1.).

## Népesség
A település lakosságának változását az alábbi diagram mutatja:
| Lakosok száma |      |      | 186  | 268  | 315  | 278  | 261  | 260  | 243  | 248  |
|               | 1869 | 1890 | 1921 | 1950 | 1980 | 2001 | 2017 | 2019 | 2022 | 2024 |